# دانشکده پزشکی شمال شرق بنگلادش
کالج پزشکی شمال شرق (NEMC) (بنگالی: নর্থ ইস্ট মেডিকেল কলেজ) یک دانشکده پزشکی خصوصی در بنگلادش است که در سال ۱۹۹۸ تأسیس شده است. این مؤسسه در جنوب سورما اوپازیلا، در حاشیه جنوبی سیلت واقع شده است. این یکی از بهترین کالج‌ها و بیمارستان‌های خصوصی پزشکی در سیلت و یکی از کالج‌های پزشکی پیشرو در بنگلادش است. این دانشگاه به دانشگاه علم و صنعت شاهجلال (SUST) زیر نظر دانشکده علوم پزشکی و دانشگاه پزشکی سیلت (SMU) وابسته است.
این مؤسسه یک دوره تحصیلی پنج ساله ارائه می‌دهد که منجر به دریافت مدرک لیسانس پزشکی، لیسانس جراحی (MBBS) می‌شود. یک سال کارآموزی پس از فارغ‌التحصیلی برای همه فارغ التحصیلان اجباری است. این مدرک توسط شورای پزشکی و دندانپزشکی بنگلادش به رسمیت شناخته شده است.